# Bakary Diabira (boxe anglaise)
Pour les articles homonymes, voir Bakary Diabira et Diabira (homonymie).
Bakary Diabira est un boxeur français né le 26 novembre 1989 à Sucy-en-Brie dans le Val-de-Marne.

## Carrière sportive
Bakary Diabira pratique la boxe anglaise dans la catégorie des moins de 81 kg (poids mi-lourds). Il baigne dans le sport dès son plus jeune âge avec un grand frère plusieurs fois médaillés et champion de boxe thaï. Bakary découvre tardivement la boxe à l'âge de 17 ans. À 19 ans, il fait son premier combat et remporte 3 ans plus tard en 2012 la coupe de France.
Cette date marque le véritable tournant de sa carrière du boxeur : repéré par l’INSEP, il intègre l’équipe de France de boxe anglaise. Il devient double champion de France en 2013 et 2014. Toujours en 2014, il est médaillé de bronze aux championnats de l’Union Européenne. Fin 2014, Bakary Diabira rejoint le Club de la VGA Saint-Maur et décroche la médaille d’or au tournoi des 4 nations.
Bakary poursuit sa route avec les Jeux olympiques en ligne de mire. En 2015, il frôle un troisième sacre et devient vice champion de France. Néanmoins, il confirme ses qualités techniques lors de tournois internationaux avec l'Équipe de France.
Il embrasse rapidement la boxe professionnelle en intégrant les World Séries Of Boxing sous la franchise mexicaine « Mexicos Guerreros », tout en jonglant avec la boxe olympique. En 2016, Bakary Diabira devient pour la troisième fois Champion de France. Durant cette année olympique, pourtant très investi, Bakary manquera sa qualification pour les Jeux Olympiques de Rio.
En 2017, Bakary Diabira fait preuve de ses compétences physiques et techniques sur le ring : titré vice-champion de France, médaillé à l’international et classé 3e mondial lors des World Séries Of Boxing. Par ailleurs, il intègre la franchise française Fighting Roosters promu par le champion olympique Brahim Asloum et est sélectionné pour les championnats d’Europe en juin 2017.

## Carrière extra sportive
Parallèlement à sa carrière de sportif, il rejoint le groupe SNCF en janvier 2016 en tant que contrôleur à Saint-Denis ou il intègre le dispositif Athlètes SNCF, tout comme Sofia Nabet.

## Palmarès en boxe amateur

### 2018
- Classement mondial individuel World Series of Boxing

- Sélectionné  aux Jeux Méditerranéens en Espagne

### 2017
- Médaille d'or au Tournoi « Luc Paumier » à St Nazaire (-81 kg)
- Médaille de Bronze au Tournoi International Tammer en Finlande (-81 kg)
- Médaille de Bronze au Tournoi International Geebe en Finlande (-81 kg)
- Classement mondial individuel World Series of Boxing

### 2015
- Médaille de Bronze au Tournoi international « World cup Of Petroleum » (-81 kg)
- Médaille d'or au Tournoi des 4 nations (-81 kg)
- Médaille d'argent au Tournoi international « Boxam » (-81 kg)
- Médaille d'or au Tournoi International « Les ceintures Montana » (-81 kg)

### 2014
- Médaille de bronze aux Championnats de l’Union Européenne (-81 kg)

### 2013
- Médaille d'or au Tournoi International « Les ceintures Montana » (-81 kg)

### 2012
- Vainqueur de la Coupe de France (-81 kg)
- Champion Ile-de-France (-81 kg)

### 2011
- Champion Ile-de-France (-81 kg)
- Champion Espoir Ile-de-France (-81 kg)

### Championnat de France
- 2019 - Médaille d'argent
- 2017 - Médaille d'argent
- 2016 - Médaille d'or
- 2015 - Médaille d'argent
- 2014 - Médaille d'or
- 2013 - Médaille d'or